# Ida Faubert
Pour les articles homonymes, voir Faubert.
Ida Faubert est une femme de lettres, romancière et poète haïtienne et militante féministe, née à Port-au-Prince le 14 février 1882 et morte à Joinville-le-Pont le 23 juillet 1969.

## Biographie
Née à Port-au-Prince en 1882, baptisée Gertrude Florentine Félicitée Ida,c'est la fille de l'ancien président à vie d'Haïti, Lysius Salomon (renversé par une révolution en 1888) et de Florentine Félicité Potiez, une française. En 1888, sa famille exclure de laFrance. Après un premier engagement, Ida Faubert est retournée à Port-au-Prince vers 1903 et à épousé André Faubert. Elle à consacrer tout son temps à l'écriture de poèmes et de romans.
Puis, elle recherche une liberté individuelle plus forte, elle est venu s'installer en France en 1914 et divorce. Elle s' intéresse aux mouvements féministes et à fréquenté les artistes de son temps. Elle est resté en France jusqu'à sa mort en 1969 inville-le-Pont.

## Œuvres
- 1939 : Cœur des Îles, préface de Jean Vignaud, éditions René Debresse, Prix Jacques-Normand 1939
- 1959 : Histoires d'Haïti et d'ailleurs, « Sous le ciel Caraïbe » préface de Pierre Dominique
- 2005 : Œuvres aux éditions Mémoire d'encrier